# My Life (canción de Billy Joel)
«My Life» (en español: —«Mi vida»—) es una canción compuesta y escrita por Billy Joel.

## Recepción
En 1978, Cash Box dijo que el «ritmo nervioso y directo, los teclados y las líneas de guitarra acústica respaldan el fuerte canto de Joel» y elogió los «ganchos musicales y líricos». Por su parte, Record World la llamó un «Top 40 y adulto [rock orientado] natural».

## Créditos y personal
- Billy Joel – composición, voz principal, coros, piano acústico y sintetizadores.
- David Brown – guitarra eléctrica.
- Russell Javors – guitarra acústica.
- Doug Stegmeyer – bajo eléctrico.
- Liberty DeVitto – batería.
- Richie Cannata – clarinete.
- Peter Cetera – coros.
- Donnie Dacus – coros.
- Phil Ramone – producción.